# Constitución de Rionegro
La Constitución política de Colombia de 1863, más conocida como Constitución de Rionegro por ser dicho municipio antioqueño donde se reuniera el consejo que la promulgó, fue la carta política nacional que rigió la vida constitucional de Colombia desde 1863 hasta 1886 cuando fue derogada por la Constitución de ese año. Esta constitución marcó el inicio de los Estados Unidos de Colombia.

## Antecedentes
Las actitudes intervencionistas del gobierno de la Confederación Granadina sobre las decisiones de los estados federales que la conformaban produjo una gran convulsión entre los gobernadores de estos, que se vio desbocada cuando Tomás Cipriano de Mosquera, por entonces gobernador del Estado Federal del Cauca, se rebeló contra el gobierno nacional y declaró la independencia de su estado; esta situación ocasionó la guerra de 1860.
Tras esto, Mosquera, quien se había proclamado presidente provisional del país, convocó en 1863 a una convención en la localidad de Rionegro, en Antioquia, con el fin de redactar una nueva constitución. La carta política que surgió de allí, implantó en el país el liberalismo clásico, que se extendió hasta 1885, cuando entró en vigor la Regeneración.
Entre los delegados a la convención estuvieron Justo Arosemena, Julián Trujillo, José María Rojas Garrido, Domingo Diazgranados, Mamerto García, Antonio Mendoza, Camilo Antonio Echeverri, Juan C. Soto, Nicolás F. Villa, Ramón Santodomingo, Santos Gutiérrez, Santos Acosta, Ezequiel Hurtado, Francisco Javier Zaldúa, Juan A. Uricoechea, Manuel Ancízar, Salvador Camacho Roldán, Foción Soto, Felipe Zapata, Gabriel Vargas Santos, José Hilario López, Eustorgio Salgar y Clímaco Goméz B.

## Principios fundamentales
Los siguientes son los principales aspectos que se desarrollaron a partir de la constitución de Rionegro en su texto:
- Se suprimió el nombre de Confederación Granadina y dio al país el nombre de Estados Unidos de Colombia; cada estado componente de la nación gozaba de autonomía para dictar sus propias leyes, tener ejército propio y administrar justicia independientemente del Gobierno Nacional.
- Se consideró negociar con los gobiernos de Venezuela y Ecuador la unión voluntaria para reconstruir la Gran Colombia.
- Se proclamaron las libertades individuales de comercio, de opinión, de imprenta, de enseñanza, de asociación, etc.
- Se le concedió a los ciudadanos el derecho de portar armas y de comerciar con ellas.
- Se abolió la pena de muerte.
- Se establecieron los jurados de conciencia y se otorgaron plenas garantías a los ciudadanos.
- Se actualizaron los temas y conocimientos educativos apoyándose en ciencias modernas como la física, la química, la biología y la filosofía.
- Se consolidó la separación de Iglesia y Estado.
- Se redujo el período del Presidente de la República de 4 a 2 años (aparentemente debido a la rivalidad de Mosquera con varios constituyentes), e igualmente se le quitaron poderes a esta figura. La máxima autoridad de la nación residió en el Parlamento por ser este el representante de los ciudadanos.
- El Estado enfocaba su trabajo y recursos para ser vigilante del orden público y de garantía de respeto de las libertades individuales.

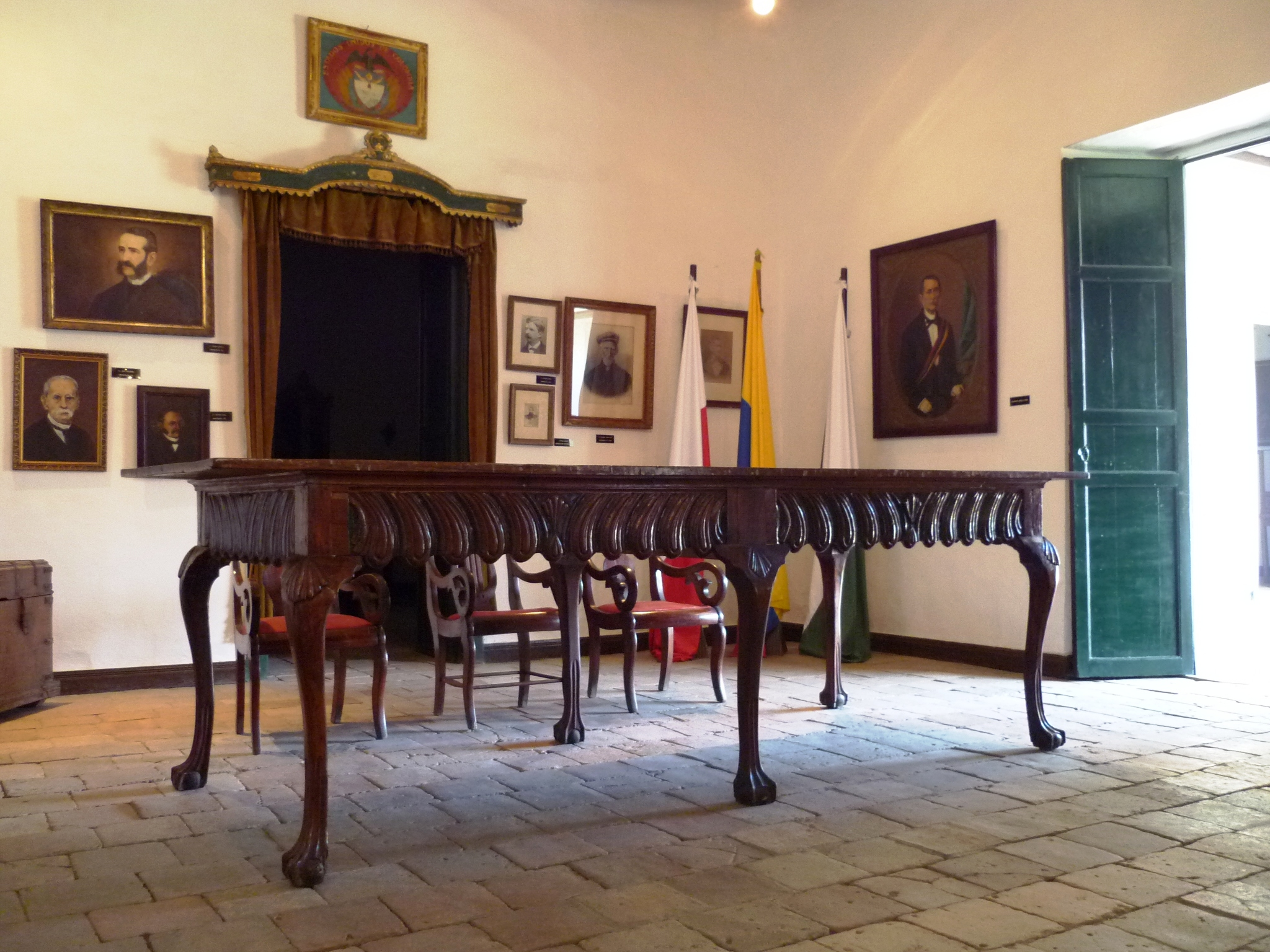
Mesa donde se celebró la Promulgación de la Constitución.

## Reforma de 1876
Dadas las características del período federal colombiano, se produjeron cuarenta y dos nuevas constituciones estatales, y antes de 1876, las elecciones de presidentes de los Estados fueron casi continuas, puesto que no se votaban simultáneamente ni siquiera para la elección del presidente de la Unión. A raíz de ello, se realizó un cambio constitucional para que las elecciones dirigidas a votar por el presidente de cada estado se hicieran al mismo tiempo para todas las entidades federales, y se declaró que por cada estado un candidato iba a voto popular por el resto de los estados del país luego de ser aprobado. El presidente electo debía asumir su cargo, teniendo en cuenta las decisiones del Congreso.